# پروتکل درخت پوشا

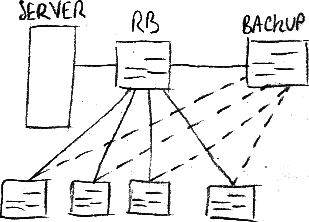
پیکربندی بهینه پل

پروتکل درخت پوشا (سرنام انگلیسی Spanning Tree Protocol)، یک پروتکل لایه دو است که از ایجاد حلقه در شبکه جلوگیری می‌کند.

## جلوگیری از ایجاد حلقه
زمانی که برای افزایش پایداری شبکه، از بیش از یک مسیر بین سوئیچ‌ها استفاده می‌شود، بسته‌های اطلاعاتی روزانه شده از یک رایانه دچار حلقه شده و به‌طور هرز در شبکه می‌چرخند، برای جلوگیری از حلقه پروتکل درخت پوشا کاری می‌کند که رایانه ارسال‌کننده فقط یک مسیر برای ارسال اطلاعات به رایانه دریافت‌کننده داشته باشد.
سه الگوریتم کراسکال، پریم و سولین برای این کار تاکنون طراحی شده‌اند.